# TetraFuel

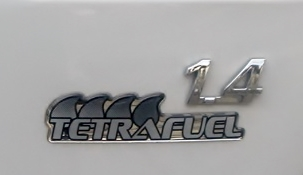
Logotipo del sistema TetraFuel

TetraFuel es la denominación comercial adoptada por Fiat Group Automobiles para un sistema desarrollado en 2006 por Magneti Marelli que permite utilizar como combustible para automóviles etanol (E100), gasolina (E0), gasohol (E20-E25), GNC o la mezcla de cualquiera de ellos en cualquier proporción.  El sistema consigue un ahorro de combustible de hasta un 40% emitiendo hasta un 24% menos de gases de efecto invernadero y es el primer sistema del mundo que puede funcionar con cuatro combustibles diferentes.

## Historia
En julio de 1979 se presentó en Brasil el Fiat 147 etanol, el primer automóvil del mundo movido enteramente por etanol. En 2003 se presenta el sistema FlexFuel que además de etanol permite utilizar simultáneamente como combustible para automóviles gasolina, etanol o la mezcla de ambos en cualquier proporción, En esta tecnología se basaría posteriormente Magneti Marelli, filial de componentes de Fiat S.p.A, para desarrollar el sistema TetraFuel. Fue presentado en junio de 2006, su comercialización comenzó en Brasil en octubre de 2006 asociado al motor 1.4 FIRE del Fiat Siena. En 2012 al Fiat Siena TetraFuel se le une el Fiat Gran Siena TetraFuel ampliando la gama de modelos que pueden funcionar con cuatro combustibles.

## Descripción
El sistema TetraFuel, gracias a un algoritmo de cálculo presente en el software de la unidad de control del motor (ECU), permitan mediante una serie de sensores reconocer los diferentes combustibles y dosificarlos actuando sobre el sistema de inyección. El sistema selecciona automáticamente el combustible o mezcla de combustibles que se utiliza en cada momento en función a la conducción que se esté realizando logrando así un compromiso óptimo entre rendimiento, economía de combustible y bajas emisiones.

### Elementos

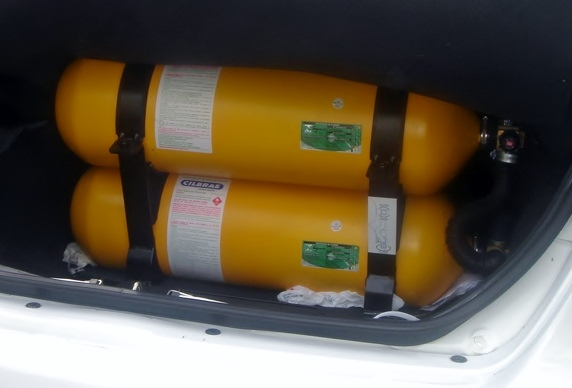
Detalle del depósito de GNC del sistema TetraFuel

#### Depósitos de combustible
El sistema cuenta con dos depósitos de combustible independientes. Uno normal en el que se almacenan los combustibles líquidos y uno adicional que alberga GNC.

## Aplicaciones

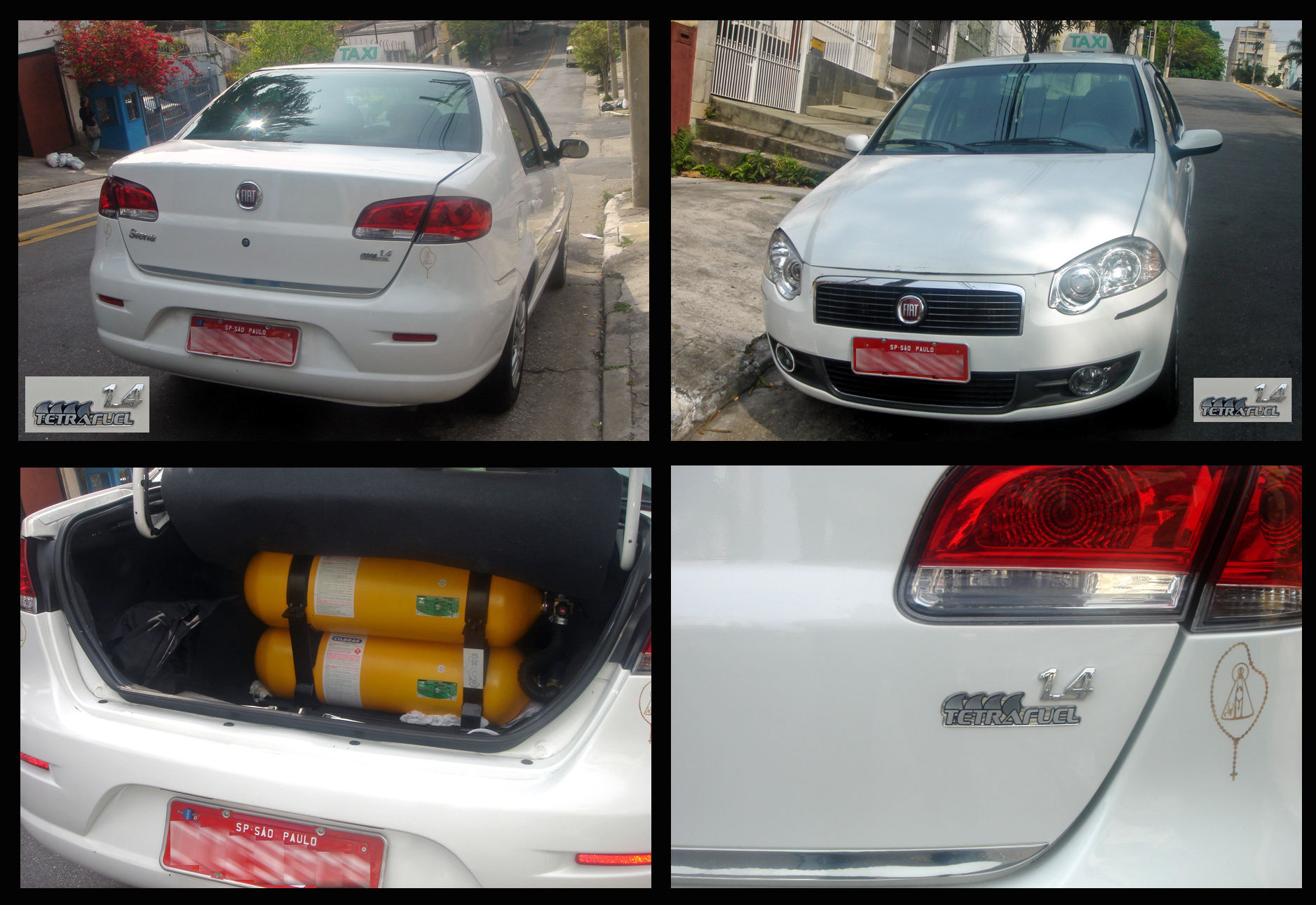
Fiat Siena TetraFuel de Brasil

- 2006 - Fiat Siena
- 2012 - Fiat Grand Siena

## Motores
- FIRE 1.4 8v

## Premios
- 2007 - Premio ACE del IEEE en la categoría de tecnología al servicio de la sociedad.[14]
- 2008 - Premio PACE de Automotive News en la categoría de producto.[15]